# Korak
Korak (nep. कोराक) – gaun wikas samiti w środkowej części Nepalu w strefie Narajani w dystrykcie Chitwan. Według nepalskiego spisu powszechnego z 2001 roku liczył on 997 gospodarstw domowych i 6093 mieszkańców (2940 kobiet i 3153 mężczyzn).